# Georges Gautschi
Georges Harold Roger Gautschi (6 d'abril de 1904 – 12 de febrer de 1985) va ser un patinador artístic sobre gel suís que va competir a començaments del segle xx.
El 1924 va prendre part en els Jocs Olímpics de Chamonix, on guanyà la medalla de bronze en la prova individual masculina del programa de patinatge artístic. Durant la seva carrera esportiva guanyà tres campionats nacionals individuals, una medalla de bronze al Campionat del Món i una de plata i una de bronze al Campionat d'Europa.

## Palmarès
| Prova                  | 1922 | 1923 | 1924 | 1925 | 1926 | 1927 | 1928 | 1929 | 1930 | 1931 |
| ---------------------- | ---- | ---- | ---- | ---- | ---- | ---- | ---- | ---- | ---- | ---- |
| Jocs Olímpics d'Hivern |      |      | 3r   |      |      |      |      |      |      |      |
| Campionat del Món      |      |      |      | 6è   |      | 4t   |      |      | 3r   |      |
| Campionat d'Europa     | 9è   |      | 7è   | 4t   | 3r   |      |      | 2n   |      |      |
| Campionat de Suïssa    |      |      |      |      | 1r   | 1r   |      |      |      | 1r   |